# Occitanichthys
Occitanichthys canjuersensis è una specie estinta di pesce osseo appartenente al gruppo dei Ginglymodi, nota per fossili trovati in Francia meridionale, e risalente al Titoniano inferiore. Il genere è stato assegnato alla famiglia estinta Callipurbeckiidae, all’interno dell’ordine Semionotiformes.

## Etimologia
Il nome generico Occitanichthys deriva da Occitania (regione storica dell’Europa meridionale corrispondente in gran parte all’odierna Francia meridionale) e dal greco antico ἰχθύς?, ichthys ("pesce").
L'epiteto specifico, canjuersensis, si riferisce al sito fossilifero di Canjuers, località tipo della specie.

## Descrizione
L’esemplare tipo di Occitanichthys canjuersensis ha una lunghezza totale di 32,7 cm e una lunghezza standard (dalla punta del muso alla base della pinna caudale) di 28,9 cm. Presenta una morfologia simile ad altri callipurbeckiidi europei, come Macrosemimimus, ma se ne distingue per numerose caratteristiche uniche (autapomorfie), tra cui ossa extrascapolari che si sovrappongono posteriormente ai parietali; margine posteriore dei dermopterotici anteriore rispetto a quello dei parietali; raggi delle pinne pettorali segmentati e ramificati solo distalmente; tutti i raggi delle pinne ricoperti da placche laterali di ganoina. 

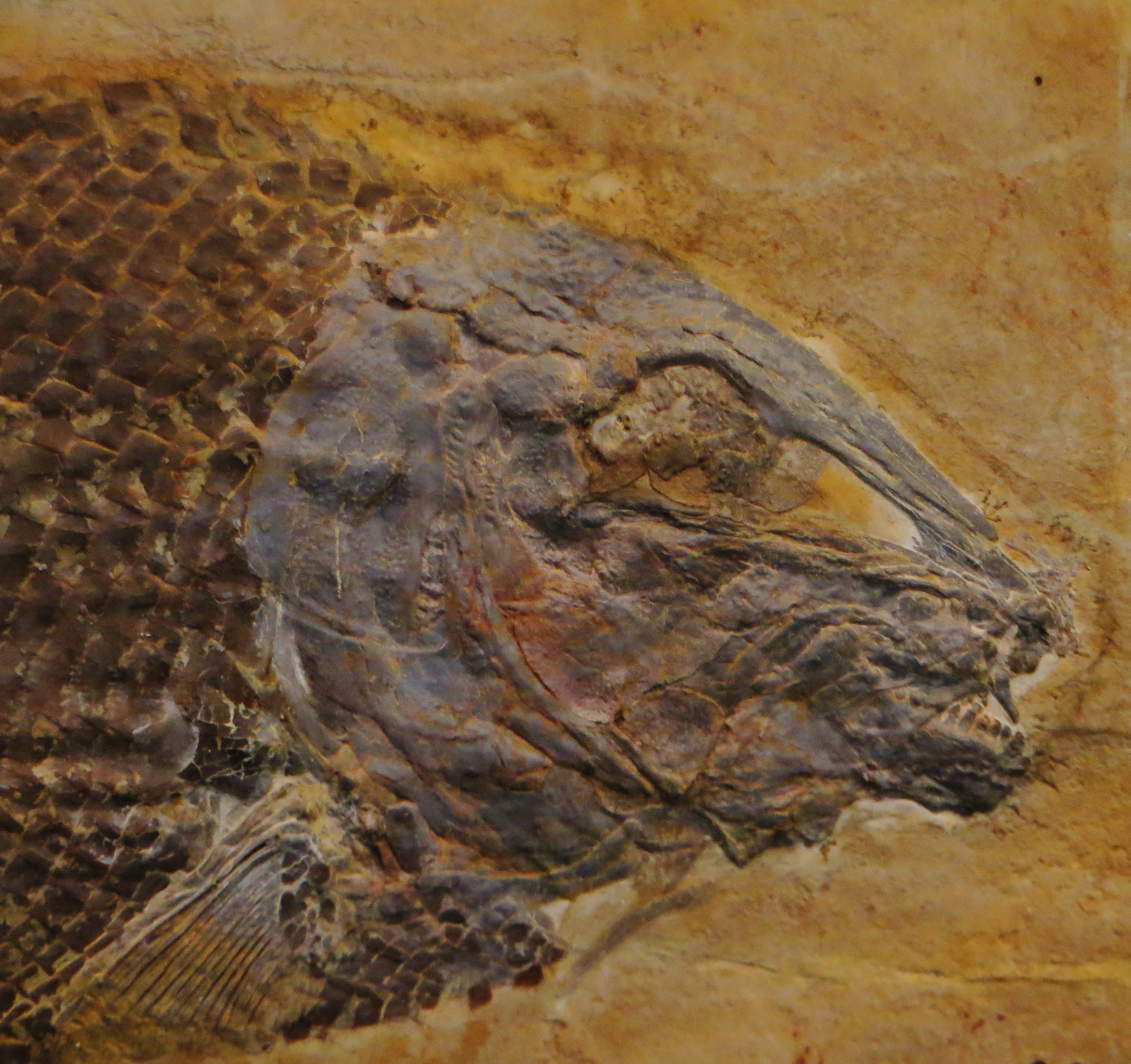
Cranio di Occitanichthys canjuersensis

Altre caratteristiche distintive comprendono un piccolo componente dermico nello sfenotico, la presenza di un processo antorbitale del frontale, un quadrato fuso con un quadratojugale simile a una stecca e la mascella priva di denti.

## Classificazione
Occitanichthys è stato descritto per la prima volta nel 2016, sulla base di un fossile ben conservato proveniente dal giacimento di Canjuers, nel dipartimento del Var in Francia. Occitanichthys è stato incluso in un’analisi cladistica che lo ha incluso nella famiglia Callipurbeckiidae, e si distingue da altri membri del gruppo, come Macrosemimimus, per l’assenza della lamina sagittale antorbitale tipica di quest’ultimo e per la posizione e forma delle ossa extrascapolari. Inoltre, due esemplari precedentemente attribuiti a Callipurbeckia minor nei Middle Purbeck Beds di Swanage (Inghilterra) sono stati riassegnati a questo taxon.